# Redocumentarisation
La redocumentarisation désigne le second traitement documentaire que connaissent les documents à l'ère numérique.
Il renvoie plus largement au passage d'un type de documentation à un autre : le système documentaire issu de l'imprimé s'appuie sur la description conjointe du texte et du support tandis que les technologies numériques impliquent de dissocier les deux. Il s'agit d'un mouvement massif et désordonné de renouvellement du traitement de l'information, qui influence en retour le rapport au savoir. Les conditions de productions et d'échanges de documents numériques, passant par l'enrichissement des métadonnées, modifient la manière dont l'information se trouve identifiée et localisée.
Par extension, Internet déploie également les conditions nécessaires à une redocumentarisation de l’être humain. Si l'on suit les travaux d'Olivier Ertzscheid, l'homme est déjà l’objet d’une première documentarisation : acte de naissance, de mariage, de décès, livret de famille, permis de conduire, carte grise… tous ces « papiers d’identité » factuels documentent l'identité « IRL » (In Real Life, dans la vraie vie) tandis que les réseaux sociaux et les traces de notre navigation en ligne redocumentarisent notre identité numérique, qu’elle soit ou non conforme à notre identité réelle. Ces traces laissées en ligne peuvent être involontaires, au fil de la circulation des utilisateurs sur le réseau. L'identité numérique se compose donc d'informations données intentionnellement (qu'elles soient vraies ou fausses) et d'informations captées à l'insu des utilisateurs par les sites web, les navigateurs, ou les moteurs de recherches. L'ensemble de ces informations, maîtrisées et non maîtrisées, peuvent désormais être mobilisées par des services pour procéder à la catégorisation et à l'indexation, voire au profilage des utilisateurs. L’accès à des profils humains aux Robots d'indexation, bots et autres « moissonneurs » de métadonnées pose ainsi la question de l'« indexabilité » par les moteurs de recherche et autres services en ligne.

## Documentarisation et redocumentarisation en science de l'information
En bibliothéconomie et en archivistique, la documentarisation est le processus par lequel on traite un document afin de le rendre facilement accessible pour les usagers. Ce processus émerge d'abord à la fin du XIXe siècle et englobe toute action dont le but est d'optimiser l'usage du document, d'en faciliter son accès et sa mise en contexte, tel que le catalogage, l'indexation, le résumé, le découpage, le renforçage, etc.. Ce travail peut être interne (dans le document) pour en faciliter la lecture et l'interprétation, ou bien externe (à l'extérieur du document) pour en faciliter le classement et l'accès. La redocumentarisation, comme le nom le suggère, est une seconde documentarisation appliquée à un objet ou une collection. Elle s'applique notamment en transposant des objets traditionnels (un livre, un rapport, etc.) vers un support numérique (une base de données, une bibliothèque numérique, etc.). Ce travail permet une réarticulation des contenus selon de nouveaux besoins, créant de surcroit de nouvelles opportunités d'accès et d'utilisations,. De nouvelles strates informationnelles sont alors ajoutées au document, constituées en partie de métadonnées. À travers ce processus, le document traditionnel acquiert les caractéristiques du document numérique, lui conférant une nouvelle plasticité. Il est également possible d'appliquer une redocumentarisation à un objet nativement numérique. Dans ce contexte, le but est de permettre sa traçabilité et d'assurer une documentation de son cycle de vie complet. La redocumentarisation permet donc une hybridation et une fluidité des modes d'accès et de partage des savoirs, soit du présentiel au distanciel, du physique au numérique,.

### Redocumentariser des documents nativement numériques
Le traitement et le maintien de documents électroniques ne se limite pas qu'à leur classement dans une bibliothèque numérique par le bibliothécaire ou l'archiviste. Les infrastructures nécessaires au stockage de l'information numérique sont complexes et fragiles, les documents eux-mêmes risquent la corruption et nécessitent parfois des logiciels ou des supports particuliers rendant leur accès difficile. En outre, ils sont parfois mal annotés, mal décrits ou dépendent d'autres documents afin de conserver leur contexte sémantique,. En ce sens, l'objet de la redocumentarisation en contexte numérique est multiforme; préserver l'authenticité du document, des informations relatives à sa création et de sa provenance, maintenir son interrelation avec d'autres documents afin de préserver son contexte sémantique, assurer son l'opérabilité afin que les usagers puissent en faire l'expérience en conservant les supports et logiciels nécessaires à son développement, à son fonctionnement et à son entretien. Les professionnels se voient donc en besoin de développer une littératie et une compétence numérique afin de naviguer la multitude de formats et de supports désormais disponibles et de planifier des stratégies de gestion de l'information qui soient adéquates, efficaces et pérennes.

### Redocumentariser des documents et des collections patrimoniales
Rendre accessibles sur le web des documents préalablement uniquement disponibles au format physique, comme des collections patrimoniales, participe à leur redocumentarisation, ce qui contribue à modifier leur circulation. Il ne s'agit pas que de numériser des images et des documents. Dans ce contexte, la redocumentarisation inclut aussi produire des informations et des liens parfois nouveaux entre des documents, tout en prenant en compte et en analysant les procédés d'enrichissement des contenus. Or il arrive que les informations nécessaires à la construction des notices et qui permettraient de créer cette information nouvelle soient incomplètes, voire entièrement manquantes. Ainsi, certaines collections font appel à une approche de public participatif, où les usagers peuvent contribuer collaborativement à l'achèvement et l’affinement des informations disponibles. Une des premières expériences de ce genre fut menée sur la plateforme Flickr par Patrick Peccatte et Michel Le Querrec afin de bonifier l’indexation d’une collection de clichés historiques sur la Bataille de Normandie,. Plusieurs autres projets de ce genre ont ensuite vu le jour, comme c'est le cas avec The Commons mis de l'avant par la Bibliothèque du Congrès, ou bien les collections en ligne de Bibliothèques et Archives Canada (BAC). Les internautes sont alors un public actif et participatif, engagé et co-responsable de la conception des dispositifs de communication permettant l'enrichissement des collections. Ainsi, l'objet de la redocumentarisation, dans ce contexte, opère en deux temps; d'abord accroître et faciliter l'accès aux collections patrimoniales, ensuite permettre au public de bonifier la quantité et la qualité des informations disponibles. Le type de métadonnées colligées de cette façon est très varié et dépend à la fois des documents disponibles et de la participation du public avec le soutien des professionnels de l'information. Dans le projet de Peccatte et Le Querrec, plus de 4300 descriptions ont été révisées avec des précisions au niveau de l'identification de lieux, de personnes, d’unités militaires, de dates, de références et autres, démontrant les possibilités qu'offre cette forme de redocumentarisation participative.